# Africanos blancos de ascendencia europea
Los africanos blancos o euroafricanos son personas de ascendencia europea que residen en, o son originarios de África, quiénes se identifican, o son identificados, como blancos.
En 1989, había un estimado de 5.6 millones de africanos de ascendencia europea en el continente. La mayoría eran de origen neerlandés, británico, portugués, alemán, francés, y en menor número, italiano, español, griego o irlandés. La mayoría vivía a lo largo de la costa mediterránea, en Sudáfrica, o Zimbabue.
Las comunidades europeas permanentes más antiguas en África fueron establecidas en el Cabo de Buena Esperanza; Luanda, en Angola; Isla de Santo Tomé; y Santiago, Cabo Verde a través de la introducción de comerciantes portugueses y holandeses o personal militar. Otros grupos de colonizadores aparecieron cuando Francia y Gran Bretaña colonizaron África. Antes de la descolonización regional, los blancos africanos numeraban hasta 6 millones de personas y estuvieron representados en cada parte del continente, particularmente en el sur y suroeste de África y en países como Argelia, Angola, Kenia, y Rodesia Del sur.
Un éxodo voluntario de colonos blancos acompañaron la independencia de la mayoría de estados africanos:
La comunidad belga en Burundi, la minoría blanca en Zimbabue. Los portugueses mozambiqueños, que numeraron aproximadamente 200 000 en 1975, partieron en masa quedando menos de 50 000.
En Namibia, tras la Primera Guerra Mundial, el país sufrió un éxodo de descendientes alemanes al quedar sometida la colonia al dominio británico
El país africano con la mayor población blanca de ascendencia europea, tanto numérica como proporcionalmente, es Sudáfrica, 4 679 770 habitantes hacia el año 2020 el 8,0 % de la población sudafricana. A pesar de que las minorías africanas blancas ya no ostentan poder político exclusivo, algunos aún retienen posiciones clave en la industria y la agricultura comercial. Los sudafricanos blancos se distinguen de las poblaciones indígenas del norte de África, a veces identificadas como blancas, pero no europeas.

## Visión general

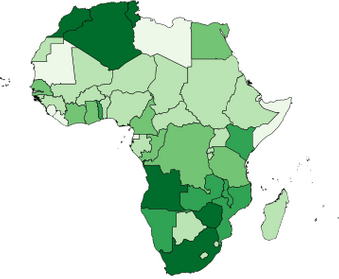
Distribución geográfica de europeos y sus descendientes en el continente africano en 1962.
Menos de 1 000
Más de 1 000
Más de 10 000
Más de 50 000
Más de 100 000

Patrones de poblamiento y colonización europeos en África generalmente favorecieron asentamientos en territorios con al menos una altura de 910 m por encima del nivel de mar, una precipitación anual de más de 51 cm, sin superar los 102 cm, y libertad relativa de la mosca tse tse. En contraste a África occidental y central, los climas más suaves y secos del norte, este y sur africanos atrajeron números sustanciales de inmigrantes europeos permanentes. Una modesta precipitación anual por debajo de cuarenta pulgadas fue considerada especialmente propicia para las actividades de agricultura, a las cuales muchos estaban acostumbrados. Las primeras partes de África en ser poblada por los europeos fueron aquellas extremidades del norte y sur del continente, en consecuencia que entre estos dos extremos las enfermedad y el clima tropical impidieron los asentamientos permanentes de colonos europeos hasta finales del siglo XIX. El descubrimiento de valiosos recursos en el interior de África y la introducción de quinina como la cura para malaria alteró esta tendencia
En el extremo austral del continente las relaciones entre colonizadores neerlandeses mayoritarios y británicos llevó a la Guerra Bóer, alrededor de un tercio de la población total afrikáner blanca. Los 110 campos de concentración albergaron a la mayoría de la población civil bóer del Estado Libre de Orange y de Transvaal, unas 119 000 personas. También se recluyó en los campos a 43 000 africanos, familias enteras que servían a los bóeres. Paralelamente el ejército británico se arrasó con las propiedades bóeres, y decidió privarlos de sus medios de subsistencia, adoptando entre otras medidas drásticas la confiscación de ganado, el envenenamiento de pozos y canales de riego y la quema de cosechas, en una táctica de tierra quemada. En total 30 000 granjas bóeres y 40 ciudades fueron destruidas, 116 572 hombres, mujeres y niños bóeres junto con 120 000 africanos fueron expulsados de sus tierras y hogares, o deportados por el ejército británico.
La mayoría de los colonizadores europeos a los que les fue concedida tierra en colonias africanas, cultivaron cereales o criaron ganado, más populares entre los inmigrantes que las plantaciones tropicales, destinadas a producir cultivos como goma y aceite de palma. Una consecuencia directa de esta preferencia fue que los territorios con un precipitación superior a las cuarenta pulgadas anuales desarrollaron economías con una fuerte base en la plantación, pero produjo que casi ningún tipo de comida fuera cultivada más allá de la producción a pequeña-escala de productores indígenas; los territorios más secos con comunidades de agricultores blancos eran más autosuficientes en la producción alimentaria. Esto último a menudo resultaba en conflictos agudos entre europeos y tribus africanas cuando competían por tierras. Para 1960, al menos siete colonias británicas, francesas, y belgas—además de la Unión de Sudáfrica—habían pasado legislación con un porcentaje fijo de tierra para ser propiedad de blancos. Esto permitió que colonizadores sin escrúpulos legitimaran tierras robadas y que comenzaran un proceso de mercantilización de tierra en la África colonial. Así entonces comenzó un conflicto extremadamente contencioso de distribución de tierra en aquellos territorios con grandes números de colonizadores europeos permanentes. Durante los años de 1950, los africanos negros poseían solo aproximadamente el 13.7 % de la tierra en Sudáfrica y un poco menos que 33 % de la tierra en Rodesia Del Sur. Una tendencia inevitable de este factor, exacerbado por altos índices de crecimiento de población, era que números más y más grandes de labradores negros, así como su ganado, comenzaron a ser concentrados en áreas cada vez más sobrepobladas.
Antes de 1914, los gobiernos coloniales animaron el poblamiento europeo en gran escala, basado en la suposición que esto era un prerrequisito al desarrollo y crecimiento económico a largo plazo. El concepto perdió popularidad cuando corporaciones multinacionales, financiadas por capital extranjero, aunado a la mano de obra africana barata, eras mucho más productivas y eficientes en crear economías basadas en la exportación poderes metropolitanos. Durante la Gran Depresión, negocios locales pequeños dirigidos por individuos blancos sufrieron inmensas pérdidas al intentar competir con grandes compañías comerciales y con los costos bajos de producción con campesinos negros (Sudáfrica siendo la única excepción a la regla, dado que sus negocios y trabajo eran fuertemente subvencionados por el Estado).
A diferencia de otras antiguas colonias como aquellas en América y Australia, los europeos y sus descendientes en el continente africano nunca sobrepasaron en número a las poblaciones indígenas; sin embargo, encontraron formas de consolidar su poder y ostentar una influencia desproporcionada sobre las políticas administrativas de sus países metropolitanos respectivos. Algunos perdieron su sentido de identificación con Europa y crearon sus movimientos nacionalistas propios, concretamente en Sudáfrica y Rodesia (Zimbabue). Los colonos blancos permanentes fueron considerados como una responsabilidad creciente por administraciones coloniales, conforme buscaron dominar sus patrias africanas adoptivas. También eran propensos a involucrar al gobierno en conflictos con africanos, que requirió campañas militares caras e irreparablemente afectó las relaciones entre el africanos y los poderes metropolitanos. Esto era una tendencia común a través de las colonias africanas de finales del siglo XVIII hasta inicios del siglo XX. En la Colonia del Cabo Holandesa, por ejemplo, el gobernador Joachim van Plettenberg demarcó las fronteras del territorio alrededor de 1778 con la aprobación de los cacicazgos Xhosa; al año siguiente los colonizadores neerlandeses violaron la frontera y atacaron a los Xhosa, iniciando así las sangrientas Guerras Xhosa. Fuertes disputas entre colonos alemanes y los pueblos Matumbi y Ngoni, contribuyeron significativamente a la Rebelión Maji Maji de 1905 a 1907. Durante el mismo periodo, los residentes europeos de la Kenia británica eran en gran parte responsables de provocar una campaña militar contra los masái.

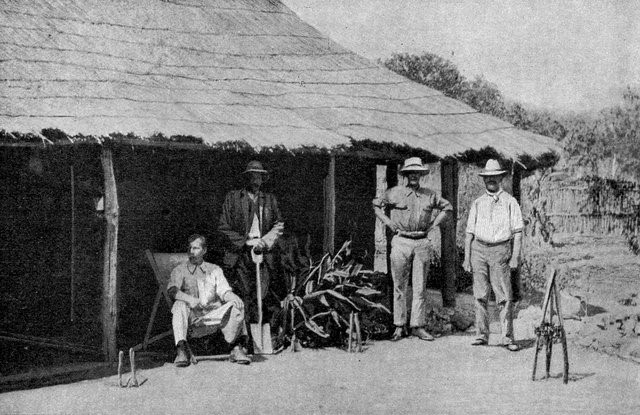
Granjeros blancos en Rodesia Del Sur, principios de 1920.

Los colonos blancos ejercieron una enorme influencia sobre muchas administraciones coloniales; por ejemplo, a menudo ocuparon posiciones influyentes en legislaturas y ostentaron la mayoría de los puestos gerenciales en el servicio civil. Debido a la pobreza relativa de la mayoría de los africanos negros, los blancos de ascendencia europea también controlaban el capital para el desarrollo y dominaban la importación y exportación comercial, así como la agricultura comercial. A menudo representaron un porcentaje desproporcionado del personal especializado, debido a las prácticas discriminatorias del sistema colonial, el cual dedicó mayor financiación pública a su educación y formación técnica. Por ejemplo, en Tanganica, se estima que las autoridades británicas destinaron veintiséis veces mayor presupuesto a escuelas para blancos que a escuelas para negros.
El advenimiento de la descolonización global provocó un cambio radical en las perspectivas hacia el poblamiento europeo en África. Los gobiernos metropolitanos comenzaron a colocar mayor énfasis en sus relaciones con los pueblos indígenas en lugar de las poblaciones coloniales con crecientes deseos de independencia[cita requerida]. En oposición directa a la creciente marea de nacionalismo africano, los blancos de ascendencia europea en las colonias como Argelia empezaron a forjar nuevas identidades nacionalistas propias. Las actitudes hacia la descolonización rápida de comunidades individuales africanas blancas fueron endurecidas aunado a una decreciente calidad en infraestructura pública, entrega de servicios, y consiguientemente, sus propios niveles de vida.
En ocasiones la concesión de independencia a estados africanos bajo gobiernos de mayoría estuvo influenciada por el deseo de adelantarse a las declaraciones de independencia unilaterales o los intentos de secesión de nacionalistas blancos. No obstante, la minoría blanca de Rodesia tuvo éxito en emitir su propia declaración de independencia en 1965 y más tarde retener el poder hasta 1979. Menos exitoso fue el golpe de Estado intentado por los mozambiqueños blancos en 1974, el cual fue aplastado duramente por tropas portuguesas. El régimen de minoría blanca en Sudáfrica solo acabó con la primera elección multirracial en 1994.
Un fenómeno de fuga blanca acompañó la descolonización regional y, a una extensión menor, la terminación de regla de minoría blanca en Rodesia y Sudáfrica. Un considerable "éxodo inverso" de colonos regresando a Europa Occidental ocurrió; porque habían controlado sectores clave de muchas economías africanas con anterioridad a su independencia con fuertes repercusiones económicas para los estados emergentes. Consecuentemente, algunos gobiernos africanos han hecho intentos considerables para retener comunidades blancas, en interés de preservar su capital y las muy necesitadas habilidades técnicas.
Unas cuantas colonias no tuvieron poblaciones blancas permanentes en lo absoluto, y en tales casos los poderes europeos prefirieron construir fuertes y bases militares en lugar de poblamientos grandes. Administradores expatriados y soldados eran enviados e instalados allí inicialmente como impedimentos para los gobiernos rivales que intentaban efectuar tratados sobre la tierra y otros recursos con poblaciones africanas locales.

### Historia poblacional
- Picos de porcentaje de población europea del total durante la era colonial:[48][49]
  - Sudáfrica: 21 %
  - África del suroeste (Namibia): 14 %
  - Argelia: 15 %
  - Libia: 13 %
  - Rodesia del sur (Zimbabue): 7 %[50]
  - Marruecos español: 5 %–10 %
  - Túnez: 10 %
  - Angola: 4 %[51]
  - Marruecos francés: 1 %–5 %
  - Suazilandia: 1 %–5 %
  - Sáhara español (Sáhara Occidental actual): 1 %–5 %
  - Rodesia del Norte (actual Zambia): 2 %[52]
  - Resto de África: <1 %

En la mayoría de África, los europeos numeraban por debajo del 1 % de la población, excepto en las colonias del norte y sur de África, regiones que tuvieron mayor proporción de colonos europeos.
La población blanca de Zimbabue era mucho más alta en las décadas de 1960 y 1979 (cuándo el país era conocido como Rodesia); aproximadamente 296 000 en 1975. Este pico de alrededor 8 % de la población en 1975 cayó a posiblemente 120 000 en 1999, y estuvo estimado en no mayor de 50 000 en 2002, y posiblemente mucho menos.

### Poblaciones actuales
Población africana blanca por país (Estimaciones de la CIA, Proyecto Joshua)

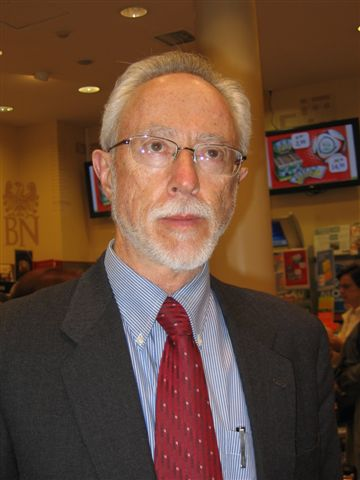
J. M. Coetzee, escritor sudafricano ganador del premio Nobel.

Sudáfrica
4 602 000 (afrikáneres e ingleses, según estimaciones de 2013)
Angola
184 000 (ciudadanos portugueses de cualquier etnicidad según estimaciones de 2012)
Namibia
154 000 (afrikáneres, alemanes e ingleses según estimaciones de 2013)
Madagascar
120 000 (franceses)
Túnez
203 000 (franceses e italianos)
Marruecos
53 000 (franceses y españoles)
Botsuana
64 000 (ingleses y afrikáneres)
Senegal
32 000 (franceses)
Mozambique
45 000 (portugueses según estimaciones de 2013)
Zambia
40 000 (ingleses, algunos afrikáneres)
Kenia
32 000 (ingleses según censo de 2011)
Zimbabue
30 000 (ingleses según estimaciones de 2010)
Ghana
21 000 (ingleses, franceses)
Gabón
10 000–12 000 (franceses)
Ruanda
6 000 (franceses, flamencos)
Otras naciones africanas
10 000~25 000

## Otras diásporas europeas en África
La vasta diversidad de los grupos étnicos europeos en África fueron una vez más esparcidos, aun así actualmente cada grupo étnico europeo es más grande en Sudáfrica. Virtualmente todos los grupos étnicos europeos pueden ser encontrados en Sudáfrica.[cita requerida]
En 1948, aproximadamente 600 000 judíos vivían en el norte de África; la mayoría de los judíos en Marruecos y Argelia eran judíos sefardíes cuyos antepasados fueron expulsados de España en 1492, mientras que la mayoría de otros judíos en el norte de África eran judíos mizrahíes cuyos antepasados nunca se asentaron en Europa. Actualmente, solo alrededor de 6 000 judíos quedan en la región. En Sudáfrica los judíos llegaron mayoritariamente de Lituania con anterioridad a la Segunda Guerra Mundial. quedan aproximadamente 80 000 judíos en Sudáfrica.

## Idiomas
Los africanos blancos hablan idioma indo-europeos como sus lenguas nativas (afrikaans, inglés, portugués, francés, alemán,  español e italiano).

### Afrikáans

Distribución geográfica de afrikáans en Sudáfrica: proporción de la población que habla afrikáans en casa.
0–20 %
20–40 %
40–60 %
60–80 %
80–100 %

Afrikáans es el idioma más común hablado en casa por sudafricanos blancos. Es hablado por aproximadamente 60 % de la población de Sudáfrica, 60 % de Namibia, y aproximadamente 5 % de la población blanca de Zimbabue. En Sudáfrica comprenden un importante grupo de hablantes en todas las provincias excepto KwaZulu-Natal, donde los hablantes de afrikáans (de todas las razas) abarcan 1.5 % de la población. En Rodesia (y más tarde Zimbabue), el afrikáans no era tan común y el país estuvo dominado por el inglés durante su historia. Habían, aun así, unos cuantos habitantes afrikáans, mayormente de Sudáfrica. El afrikáans era también muy culturalmente limitado en Rodesia y tan solo unos cuantos nombres de lugares en afrikáans existieron, notablemente Enkeldoorn (rebautizado Chivhu en 1982). La mayoría de los afrikáneres en Zimbabue ahora han inmigrado a Sudáfrica o países europeos.

### Inglés
Inglés es la segunda lengua más hablada entre blancos africanos, es hablado por 39 % de la población de Sudáfrica, 7 % de Namibia, y 90 % de la población blanca de Zimbabue. En Sudáfrica aún se mantienen como el grupo étnico blanco dominante en KwaZulu-Natal, mientras que en Gauteng y el Cabo Occidental también contribuyen a un gran porcentaje de la población de habla inglesa.
Es aquí donde desafían a los afrikáneres en ser el grupo étnico blanco dominante. Inglés es una segunda lengua de muchos no-británicos blancos africanos con educación superior en casi todas las naciones africanas que no hablan inglés. Fuera de Sudáfrica, Namibia, y Zimbabue, los africanos británicos comprenden una gran minoría en Zambia, Kenia, Botsuana, y Suazilandia, por lo tanto creciendo la presencia del inglés en estos países.

### Alemán
El alemán es hablado por 32 % de la población blanca de Namibia (comprendiendo 2 % de la población del país)[cita requerida]. Existe también un casi extinto dialecto alemán en Namibia, conocido como alemán namibio negro (o en alemán como Küchendeutsch o Kitchen German), y es utilizado para ser hablado por criados domésticos negros a colonizadores alemanes. [cita requerida]Aun así, el gobierno ha intentado disminuir el uso de alemán y afrikáans debido a sus raíces coloniales, y en cambio utilizar y aplicar el inglés, la lengua única oficial, e idiomas bantúes.

### Otros idiomas
La mayoría de blancos en Angola y Mozambique utilizan el portugués como su primera lengua. El otro 1 % de blancos en Sudáfrica (quiénes no hablan afrikáans o inglés) hablan mayormente portugués (de comunidades inmigrantes provenientes de Angola y Mozambique), o alemán, y neerlandés (de inmigración europea). Igualmente, en Namibia, el restante 1 % de la población blanca habla mayormente portugués debido a la inmigración de Angola a causa de la independencia de todas las colonias portuguesas en 1975.
Solo una pequeña porción de la población blanca en Libia, Túnez, Etiopía, Eritrea y Somalia tiene fluidez en italiano, porque ya no una lengua oficial. El español es también hablado en algunas partes de Marruecos, Sáhara Occidental, Guinea Ecuatorial, así como en aquellos territorios que forman parte de España, como las Islas Canarias. Muy pocos africanos blancos hablan lenguas bantúes (lenguas habladas por personas negras) en casa, pero todavía un pequeño porcentaje de africanos blancos hablan lenguas bantúes como segundas lenguas.[cita requerida]
Judíos askenazí introdujeron el yidis en Sudáfrica y todavía es hablado por una minoría de judíos sudafricanos. La fiebre del oro en el Witswatersrand causó un aumento significativo en la inmigración judía. La mayoría de estos inmigrantes provino de Lituania y otros países europeos orientales donde el yidis fue hablado. Aun así la lengua ha declinado en uso dado que muchos han adoptado el afrikáans o inglés en casa.
La idioma griego ha existido por mucho tiempo en el continente desde la antigüedad. En Sudáfrica, las estimaciones de población varían con el gobierno griego, que informa que aproximadamente 50 000 griegos vivían en el país en 2012. La constitución sudafricana y la Pan South African Language Board busca promover y respetar la lengua. Zimbabue también albergó grandes comunidades que hablaban griego, y aún existe una escuela griega, como es también el caso de Sudáfrica. La lengua también era generalmente hablada entre griegos de Egipto desde la Antigüedad helenística hasta tiempos modernos. En la actualidad, el griego sigue estando presente no sólo por la pequeña comunidad griega que reside en el país, sino por el interés de las instituciones culturales en promocionarlo.

## Deportes

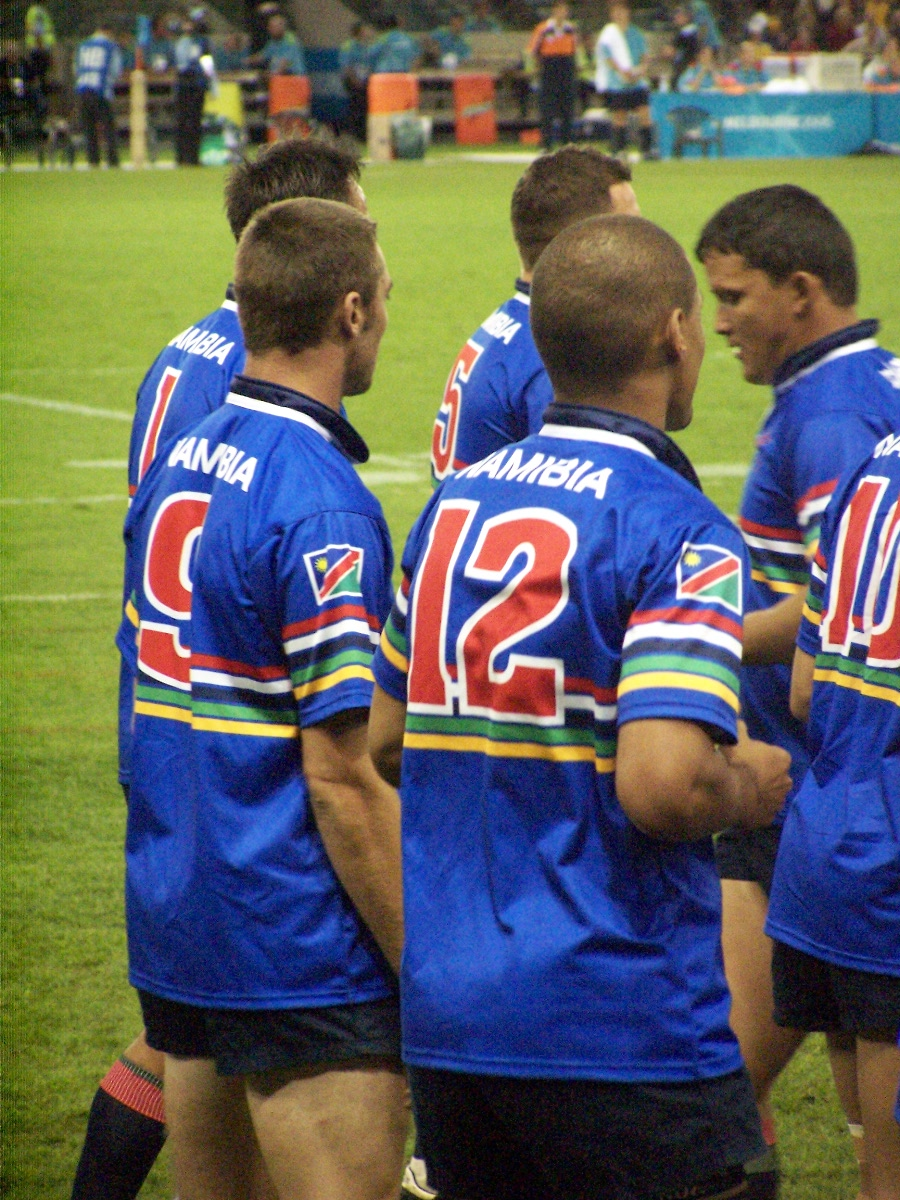
El equipo de rugby de Namibia es en gran parte blanco

Muchos los deportes europeos han devenido populares en África después de la llegada de los europeos al continente. El fútbol fue introducido por primera vez en el siglo XIX por colonizadores británicos en Sudáfrica en 1862. El deporte se extendió rápidamente por todo el continente por misioneros, exploradores y otros europeos en el continente. Colonizadores franceses en Argelia fueron los primeros en introducir clubes formales al continente, empezando con Club Athlétique d'Oran en 1897. El deporte continúa siendo popular entre portugueses sudafricanos, que fundaron el Club de Fútbol Vasco de Gama.
El críquet fue introducido por mayordomos británicos poco después de la adquisición de la Colonia de Cabo. El primer partido del que se tiene registro en Sudáfrica tuvo lugar en 1808. El deporte continúa siendo popular entre africanos blancos de ascendencia británica. Desde el fin del apartheid, el deporte se ha vuelto cada vez más popular entre los afrikáneres. El críquet también era jugado por europeos en otros países miembros de la Mancomunidad de Naciones. El primer partido de críquet del que se tiene registro en Zimbabue tuvo lugar en 1890. Partiendo de este punto el deporte continuó creciendo con la llegada de más colonos europeos. El deporte continuó siendo dominado por europeos la mayor parte del siglo XX, y en 1983 vencieron exitosamente a Australia. El críquet en Zimbabue continuó siendo dominado por europeos a pesar de la inestabilidad política de los años 2000 que acabó con la época dorada del críquet en Zimbabue.

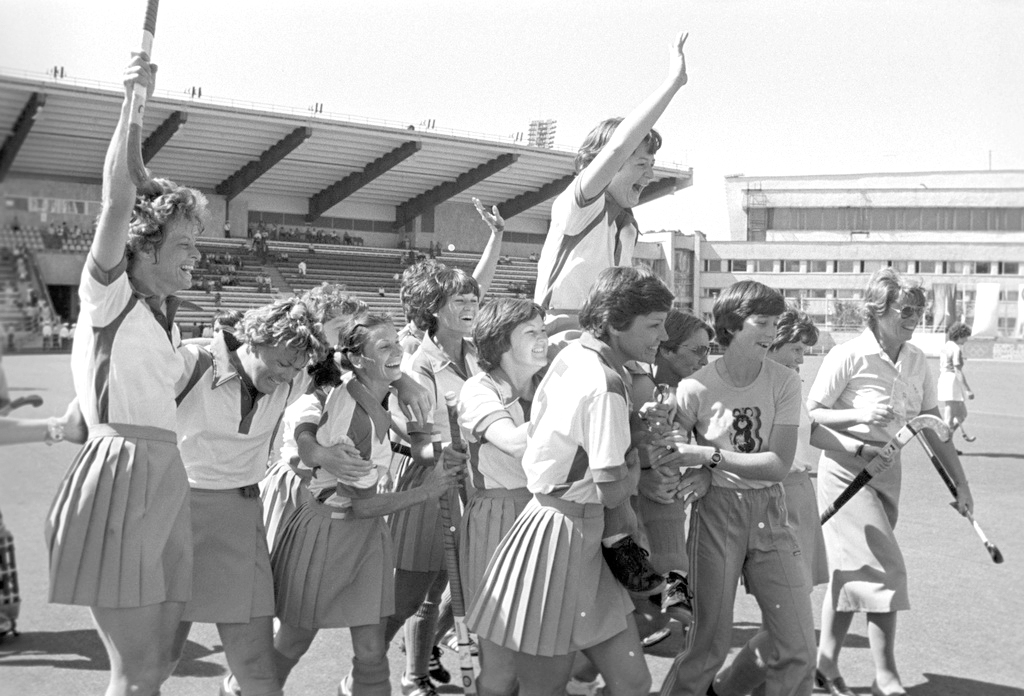
El equipo de hockey de campo femenil de Zimbabue ganó oro en los Juegos Olímpicos de 1980

Hockey de campo es también popular entre africanos blancos. En Sudáfrica, la mayoría de los jugadores denivel Olímpico son de ascendencia europea. Así mismo, el equipo de hockey de campo de Zimbabue, famoso por su medalla de oro de 1980, ha sido históricamente dominado por blancos. El deporte tiene una larga historia en el continente, y su iteración moderna fue introducida por colonizadores europeos.
Así como con el críquet, fútbol, y hockey de campo; el rugby fue introducido por primera vez al continente por los británicos. El deporte fue inicialmente jugado en 1861 en la Universidad Diocesana, pero se extendió rápidamente a la población local. El deporte se volvió popular entre afrikáneres después de que el primer club fuera de Ciudad del Cabo fue creado en Stellenbosch. La expansión de poblamiento europeo en el Cabo hacia el interior continuó aumentando la popularidad de estos deportes. La segunda guerra bóer dirigió a un mayor interés en el rugby por bóeres a raíz de ser internados en campamentos POW y a la creciente presencia británica en la región.[cita requerida]
La natación competitiva es también popular entre africanos blancos. Nadadores famosos como Kirsty Coventry de Zimbabue, y Jason Dunford de Kenia, Chad le Clos de Sudáfrica y otros muchos nadadores sudafricanos de ascendencia europea.